# Peilstein im Mühlviertel
Peilstein im Mühlviertel est une commune autrichienne du district de Rohrbach en Haute-Autriche.